# 神無月如月
神無月 如月（かんなづき きさらぎ）は、アダルトゲームを中心に活動しているフリーランスの日本のゲームシナリオライターである。大阪府在住。コメディ系のシナリオを執筆することが多い。一方でらき☆すたシリーズなどコンシューマーゲームも数作品手がけている。

## 作品一覧
アダルトゲーム
- Stay ever... 〜約束なんてできない〜(GA-BANG)
- みにょっ! －巫女－(TAKEOUT)
- おねだりSweetie 〜恋のお色直しは何度でも〜（裸足少女）
- エンジェルメイド(キャリエール)
- そとぬれ 〜はるかの露出エッチDAYS〜(LiLiTH)
- おね～さん day☆by☆day!(AZURITE)
- Like Life(HOOK)
- ラブぽた 〜Lovely Pop Tail〜（裸足少女）
- フェ○りんぴっく! 江口家の咥内事情（るチャ!）
- おねむりしすた〜（ユメスタ）
- おやつのじかん(Studio Ring)
- がんばりどーたー（ユメスタ）
- 栄養補給メイド サプリたん(LiLiTH)
- ONE☆BOKU Faraway so close 〜お姉ちゃんとボク〜（るチャ!）
- 先生は女王様(LiLiTH)
- 委員長は承認せず! 〜It Is a Next CHOice〜(Chien)
  - 委員長は承認せず!ふぁんでぃすく♪(Chien)
  - 委員界の異端者 ～IINCHO-Re.co～(Chien)
- 冷徹冷静しかして×××!!(Chien)
- RGH〜恋とヒーローと学園と〜(Chien)
- くるくるファナティック(Chien)
- らくがきオーバーハート(Chien)
- よめはぴ〜You make happy!〜(Chien)
- JKビッチぱこぱこライフ(seal-tutu)

コンシューマーゲーム
- Like Life an hour(GN Software)
  - Like Life every hour(GN Software)
- フタコイ オルタナティブ 恋と少女とマシンガン（マーベラスインタラクティブ・共著）
- らき☆すた 萌えドリル（角川書店）
- 真・らき☆すた 萌えドリル 〜旅立ち〜（角川書店）
- らき☆すた 〜陵桜学園 桜藤祭〜（角川書店）
- 召喚少女 〜ElementalGirl Calling〜（角川書店）
- 涼宮ハルヒの激動（角川書店）
- 日常（宇宙人）（角川ゲームス）